# Flora Rheta Schreiber
Flora Rheta Schreiber (24 de abril de 1918 - 3 de noviembre de 1988) fue una periodista, profesora y escritora estadounidense.
Era profesora de inglés en la facultad de Derecho en el John Jay College of Criminal Justice, hasta que en 1973 publicó el superventas Sybil, la historia de una mujer (que años más tarde se identificaría como Shirley Ardell Mason), quien sufría de trastorno de identidad disociativo.
Su último libro El zapatero (The Shoemaker) se trataba de un asesino en serie que sufría de esquizofrenia.

## Obras
- 1954: William Schuman (con el pianista y compositor estadounidense Vincent Persichetti [1915-1987]). Nueva York: Schirmer. Acerca del compositor estadounidense William Howard Schuman (1910-1992).
- 1956: Your child’s speech. A practical guide for parents for the first five years (El habla de su hijo, guía práctica para padres en los primeros cinco años). Nueva York: Putnam’s Sons.
- 1970: A job with a future in law enforcement and related fields. Nueva York: Grosset & Dunlap.
- 1973: Sybil. Chicago: Regnery.
  - Sybil: eine frau mit vielen gesichtern. Berna/Múnich: Scherz, 1974 (en alemán).
  - Sybil: persönlichkeitsspaltung einer frau. Múnich: Kindler (Geist und Psyche), 1977.
- 1983: The shoemaker. The anatomy of a psychotic (El zapatero. Anatomía de un psicótico). Nueva York: Simon and Schuster, 1983.
  - Der mörder: vom martyrium eines kindes zur lebenstragödie eines verdammten. Zúrich: Schweizer Verlagshaus, 1985; Múnich: Goldmann, 1987.

- Datos: Q527964